# 田上町立田上中学校
田上町立田上中学校（たがみちょうりつたがみちゅうがっこう）は、新潟県南蒲原郡田上町にある公立中学校。

## 概要
1947年(昭和22年)に村立の中学校として、村立田上小学校の校舎を借用し開学。
分校は村立羽生田小学校内に開設。当初は2校に分かれていた。
1950年(昭和25年)、現在の場所に中学校の校舎が新設され、間借りしていた小学校から移転した。
1979年(昭和54年)5月22日、夜間に給食室の廃棄油が酸化熱により自然発火。一部校舎を残して建物が焼失した。
中学校は隣接する町立体育館を仮校舎として授業を再開。
その後はプレハブの仮校舎に移転し、1980年(昭和55年)9月1日に現在の校舎において授業が開始された。
制服は標準的な学生服とセーラー服。

## 年表
- 1947年（昭和22年）5月15日 - 田上村立田上中学校を創立。
- 1949年（昭和24年）10月1日 - 校歌を制定。
- 1954年（昭和29年）3月7日 - 校旗を樹立。
- 1970年（昭和45年）7月29日 - プール竣工。
- 1973年（昭和48年）8月1日 - 町制施行により、田上町立となる。
- 1979年（昭和54年）5月22日 - 学校火災発生。体育館、技術室を残し全焼。
- 1980年（昭和55年）9月1日 - 新校舎で授業開始。
- 1984年（昭和59年）8月 - 男子卓球部県大会団体優勝。
- 1990年（平成2年）8月26日 - テニス部県大会団体優勝。
- 1992年（平成4年）7月28日 - 野球部県大会優勝（北信越大会出場）。
- 1996年（平成8年）7月28日 - 女子バレーボール部県大会優勝（北信越大会出場）。
- 2004年（平成16年）9月4日 - 第十回西関東吹奏楽コンクール 銅賞。
- 2010年（平成22年）10月22日 - 武道場竣工式。
- 2012年（平成24年）9月15日 - 第十八回西関東吹奏楽コンクール 銀賞。
- 2019年（令和元年）夏 - 教室内に空調を設置

## 教育目標
- 高い知性
  - 自ら学び、深く考える生徒
- 豊かな心
  - 他人を思いやり、助け合う生徒
- 健やかな体
  - 体を鍛え、頑張り抜く生徒

## 行事
- 体育祭
- 合唱コンクール

## 通学区域
#外部リンクを参照。
高台にあるため多少の不便さは感じるが、遠隔地の生徒はスクールバスの送迎がある。

### 進学前小学校
- 田上町立田上小学校
- 田上町立羽生田小学校

## 交通
- JR信越本線羽生田駅より徒歩20分
- JR信越本線田上駅より徒歩50分

## 部活動
活動時間は平日2時間程度、週休日は3時間程度。朝練習は7時30分から30分程度（実施の有無は各部判断）。
体育館、グランド共に町の設備を使用できるため環境に恵まれている。

### 運動系
- 陸上競技部（男女）
- バスケットボール部（男女）
- バレーボール部（女）
- 卓球部（男）
- 軟式野球部（男）
- ソフトテニス部（女）
- サッカー部（男）

### 文化系
- 吹奏楽部（男女）
- 美術部（男女）
- コンピュータ部（男女）

## 著名な出身者
- 高橋知音[2]（大学教授）1982年（昭和57年）卒
- 二瓶哲也（小説家）1983年（昭和58年）卒